# Klack.de
Klack.de ist eine deutsche Website und Smartphone-App, die sich mit ihrem aktuellen Fernsehprogramm an alle Fernsehzuschauer richtet, die sich online und mobil über das TV-Programm informieren möchten. Sie erreicht monatlich gut zwei Millionen Einzelbesuche (Stand: Januar 2013).

## Prinzip
Neben dem reinen Fernsehprogramm von 118 Sendern (Stand Januar 2013) ist ein Planer integriert, der es angemeldeten Benutzern erlaubt, das Fernsehprogramm nach ihren Vorgaben (z. B. Lieblingssender, Genres etc.) filtern und darstellen zu lassen. Dazu gehört auch ein Erinnerungsservice per E-Mail.
Klack.de war das erste deutschsprachige Fernsehprogramm, das auch auf dem PDA verfügbar war und bietet mit den RSS-Schnittstellen als erstes und bislang einziges deutsches TV-Magazin eine Integration für Feedreader an.
Besonderheiten:
- Individuelle Programmeinstellungen möglich, die auf allen Plattformen automatisch übernommen werden.
- TV-Empfehlungen nicht nur aus der Redaktion („TV-Highlights von heute“), sondern auch durch die Top 10 der Sendungen, die von allen Usern am meisten für den eigenen TV-Planer vorgemerkt wurden („TV-Planer: Top 10 der User“).

## Geschichte
Der Dienst ging am 15. April 2000 online und wurde ursprünglich vom Gründer Stefan Neudorfer als Internetmagazin konzipiert, jedoch schnell auf aktuelle Inhalte umgestellt. 2001 und 2002 fand er jeweils einmal Eingang in die „Websites des Monats“ der c’t. Ursprünglich befand sich die Seite im Privatbesitz, seit Anfang 2010 gehörte Klack.de zum Gong Verlag (WAZ-Mediengruppe), der auf Programmzeitschriften spezialisiert ist. Im Oktober 2012 wurde das Angebot um eine mobile Website erweitert. Ein Relaunch mit neuer Navigation zur schnelleren Orientierung sowie mehr Programmtipps wurde im Januar 2013 vorgenommen. Mittlerweile gehört Klack.de zur Funke Mediengruppe.